# Штефан Штрек
Штефан Штрек (також Штрьок, рум. Ştefan Ströck, нар. 12 лютого 1903, Надьварад — пом. ?) — румунський футболіст, що грав на позиції воротаря. Учасник Олімпійських ігор 1924. Старший брат більш відомого румунського і угорського нападника Альберта Штрека

## Клубна кар'єра
За час виступів на батьківщині змінив кілька клубів. Найбільшим успіхом для гравця став вихід в національний фінал з клубом «Орадя». В той час румунські клуби виступали в регіональних лігах, переможці яких потрапляли у фінальний турнір, де розігрували титул чемпіона Румунії. В 1924 році «Орадя» стала переможцем регіональної ліги, після чого у фінальному турнірі перемогла команди «Університаття» (Клуж) (0:0, 3:0) і «Ян» (Чернівці) (1:0), поступившись у фіналі команді «Кінезул» (Тімішоара) (1:4). 

## Кар'єра в збірній
20 травня 1924 року дебютував в офіційних матчах у складі національної збірної Румунії в грі проти збірної Австрії (1:4). Загалом зіграв за команду 3 матчі. 
В 1924 році став учасником Олімпійських ігор. Збірна Румунії виступила невдало, поступившись в першому ж матчі  збірній Нідерландів – 0:6. 

### Статистика виступів за збірну
| Дата       | Місто  | Господарі  | Результат | Гості   | Турнір                 | Голи | Примітки |
| ---------- | ------ | ---------- | --------- | ------- | ---------------------- | ---- | -------- |
| 20/05/1924 | Відень | Австрія    | 4 – 1     | Румунія | товариський матч       | -    |          |
| 27/05/1924 | Коломб | Нідерланди | 6 – 0     | Румунія | Олімпійські ігри – 1/8 | -    |          |
| 31/05/1925 | Софія  | Болгарія   | 2 – 4     | Румунія | товариський матч       | -    |          |
| Усього     |        | Матчів     | 3         |         | Голів                  | -12  |          |